# Linh Tâm
Võ Văn Tâm (sinh ngày 18 tháng 10 năm 1962) thường được biết đến với nghệ danh Linh Tâm, là một nam nghệ sĩ cải lương người Việt Nam. Anh được biết đến với những vai phản diện trong các vở cải lương như: Giũ áo bụi đời, Đèn khuya, Tướng cướp Bạch Hải Đường và Người không cô đơn.

## Tiểu sử
Linh Tâm tên thật là Võ Văn Tâm, sinh ngày 18 tháng 10 năm 1962 tại Tân Châu, An Giang. Anh có năng khiếu âm nhạc từ năm lên 7 tuổi và được nghệ sĩ Trương Ánh Loan nhận làm con nuôi. Lớn lên, anh có cơ hội tham gia biểu diễn trên nhiều đoàn cải lương ở các tỉnh Đồng bằng sông Cửu Long. Lý giải về nghệ danh của mình anh cho biết: 
Ngày xưa tôi đi hát lấy tên là Phương Tâm. Trong quá trình này, tôi được má Trương Ánh Loan là một cây đa cây đề ở làng cải lương - nhận làm con nuôi. Anh Vũ Linh cũng là con nuôi của má nên đã nhận tôi làm em nuôi. Sau này tôi lấy tên của anh ấy để thay thế cho từ Phương, nghệ danh Linh Tâm ra đời từ đó.— Linh Tâm

Sự nghiệp Linh Tâm gắn liền với các vai phản diện qua các vở cải lương: "Đèn khuya", "Tướng cướp Bạch Hải Đường", "Giũ áo bụi đời", "Con gái tên cướp biển", "Kiếp nào có yêu nhau". Thập niên 1980, Linh Tâm kết hợp cùng Cẩm Thu trở thành cặp bạn diễn ăn khách bậc nhất thị trường cải lương bấy giờ.
Năm 2016, Linh Tý tham gia chương trình "Sao nối ngôi", lúc đó nghệ sĩ Cẩm Thu từ Mỹ về nước, tái hợp Linh Tâm diễn trích đoạn "Bài ca tìm mẹ" để ủng hộ phần thi của con trai. Năm 2021, Linh Tâm trở lại chương trình "Sao nối ngôi" với vai trò là giám khảo.

## Đời tư
Linh Tâm kết hôn với nữ nghệ sĩ Cẩm Thu vào năm 1982. Họ có với nhau hai người con là Linh Tý và Thu Tâm, đến năm 2011 thì họ ly hôn. Hiện cả hai đã có gia đình riêng.